# Youssef Hafdi
Youssef Hafdi (en arabe : يوسف حفضي), né le 22 décembre 1986, est un nageur marocain.

## Carrière
Youssef Hafdi est médaillé de bronze du 800 mètres nage libre aux Championnats d'Afrique de natation 2004 à Casablanca.
En 2002, il avait battu le record du Maroc du 800 mètres nage libre.